# Pizamar
Pizamar je slovanské božstvo zmiňované Knýtlingságou z poloviny 13. století. Ta uvádí že jeho modla stála na poloostrově Jasmund na Rujáně a byla spálena roku 1168 dánským biskupem Absalonem.
Funkce tohoto boha není známa, stejně tak je nejistá původní podoba jeho jména. Ta mohla znít například Bezmiar či Bezmir, zatímco Karel Jaromír Erben vykládal Pizamar jako Běsomar – sluneční božstvo totožné s Bělbohem a protivníka Černoboha. Podle Zdeňka Váni mohl být Pizamar, stejně jako jiná rujánská božstva, tedy Rujevít, Porevít, Porenut, Turupit a Černohlav, místní variantou Svantovíta, hlavního božstva Ránů.